# Stigmatogobius sadanundio
Stigmatogobius sadanundio es una especie de pez de la familia de los Gobiidae en el orden de los Perciformes.

## Morfología
- Los machos pueden llegar a alcanzar los 9 cm de longitud total.
- Número de  vértebras: 26-27.[1][2]

## Alimentación
Come invertebrados, incluyendo larvas de mosquito. 

## Hábitat
Es un pez de clima tropical (20 °C-26 °C) y bentopelágico.

## Distribución geográfica
Se encuentra desde el India, Sri Lanka y Islas Andamán hasta Singapur e Indonesia. 

## Observaciones
Es inofensivo para los humanos. 